# Звіриноголовська сільська рада
Звіриноголо́вська сільська рада (рос. Звериноголовский сельский совет) — сільське поселення у складі Звіриноголовського району Курганської області Росії.
Адміністративний центр — село Звіриноголовське.
Населення сільського поселення становить 3683 особи (2017; 4391 у 2010, 4933 у 2002).

## Склад
До складу сільського поселення входять:
| Населений пункт        | Населення, осіб (2002) | Населення, осіб (2010) |
| ---------------------- | ---------------------- | ---------------------- |
| Звіриноголовське, село | 4505                   | 4060                   |
| Українець, присілок    | 428                    | 331                    |